# 1915 în film
- 1914 în cinematografie — 1915 în cinematografie — 1916 în cinematografie

## Premiere românești
- Viorica, regia Marioara Voiculescu și Constantin Radovici, film pierdut
- Detectivul, regia Marioara Voiculescu și Constantin Radovici, film pierdut
- Din viața lui Păcală, regia Ludovic Ressel, film pierdut
- Scheciul Bodescu - Hopkins , regia ?, film pierdut
- Scheciuri cu Nitto-Jo, regia ?, film pierdut

## Premiere
- Assunta Spina (Italia)
- The Champion, cu Charlie Chaplin
- Double Trouble
- Enoch Arden
- Four Feathers
- The Immigrant
- The Lamb

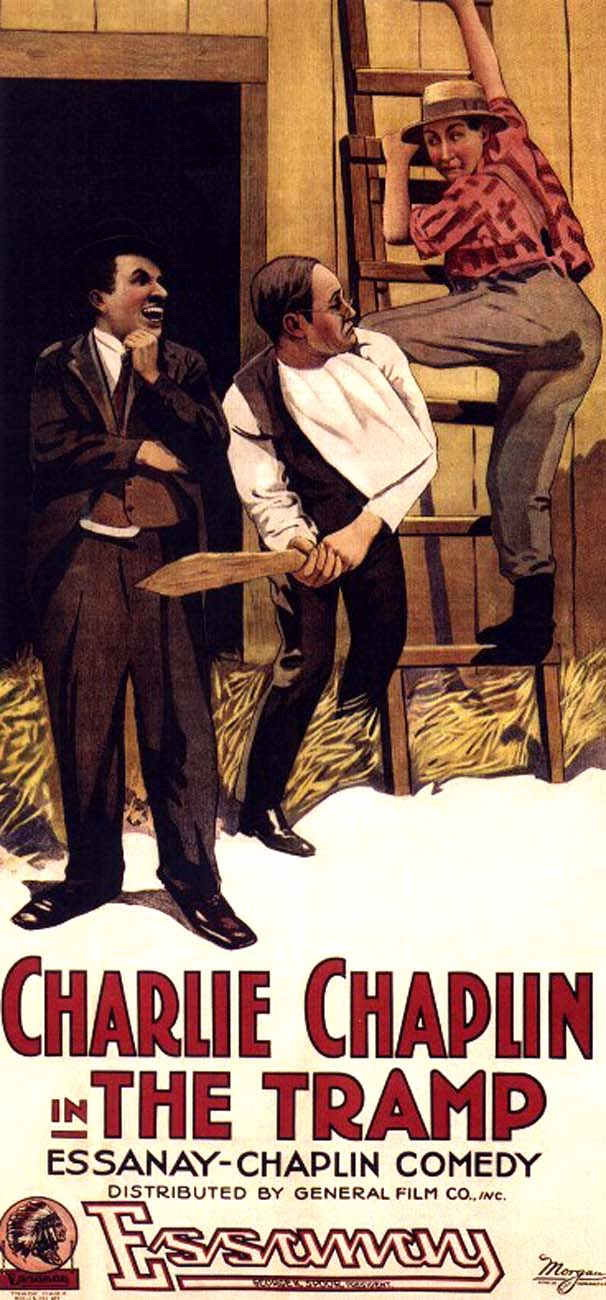
Afișul filmului The Tramp cu Charlie Chaplin

- Le traquenard (Franța), cu; Irène Bordoni
- Martyrs of the Alamo
- The Raven
- The Soul of Broadway
- The Two Orphans
- Work

## Filmele cu cele mai mari încasări

### SUA
| Poziția | Titlu | Venit      |
| ------- | --- | ---------- |
| 1.      | The Awakening |            |
| 2.      | La Banda della cifre |            |
| 3.      | The Birth of a Nation, regia D.W. Griffith, cu Lillian Gish, Sam De Grasse, Mae Marsh, Robert Harron, Wallace Reid, și Blanche Sweet | $1.000.000 |
| 4.      | Burlesque on Carmen |            |
| 5.      | Carmen, cu Theda Bara |            |
| 6.      | The Cheat | $137.364   |
| 7.      | David Harum |            |
| 8.      | Der Golem, cu Paul Wegener |            |
| 9.      | The Eternal City |            |
| 10.     | Fatty's Tintype Tangle, regia și cu 'Fatty' Arbuckle                                                                                 |            |
| 11.     | La Folie du Docteur Tube |            |
| 12.     | A Fool There Was, cu Theda Bara |            |
| 13.     | His New Job |            |
| 14.     | Honeymoon for Three |            |
| 15.     | Inspiration |            |
| 16.     | The Italian |            |
| 17.     | Martyrs of the Alamo de D.W Griffith                                                                                                 |            |
| 18.     | The Morals of Marcus, cu Marie Doro                                                                                                  |            |
| 19.     | Regeneration |            |
| 20.     | The Tramp |            |
| 21.     | Les Vampires, regia Louis Feuillade, cu Musidora și Édouard Mathé                                                                    |            |